# Hoppus on Music
Hoppus on Music war eine von Fuse TV von 2010 bis 2012 ausgestrahlte Talkshow, die von Mark Hoppus, dem Bassisten und Sänger von Blink-182, und der Komödiantin Amy Schumer moderiert wurde. Die Erstausstrahlung fand am 16. September 2010 statt, die vorläufig letzte Folge wurde am 17. Mai 2012 gesendet.

## Sendung
Die Show behandelte Neuigkeiten aus der Musikwelt sowie Reportagen und Interviews der Moderatoren. Außerdem gehörten Liveauftritte von Musikern und Bands (z. B. My Chemical Romance, Bruno Mars, Steve Martin und 3 Doors Down) auf der Showbühne zum Programm.
Auf einer Pressekonferenz anlässlich des Starts der Show erklärte der künftige Moderator Mark Hoppus:
"I am stoked to join the Fuse family and have a show where I can talk about a topic that I’m passionate about, music. More importantly, I’m excited to force millions of people to watch me on a weekly basis on national television."
"Ich bin begeistert, der ‚Fuse‘-Familie beizutreten und eine Show zu haben, in der ich über ein Thema sprechen kann, für das ich eine Leidenschaft habe: Musik. Noch wichtiger ist: Ich bin begeistert davon, Millionen Menschen dazu zu bewegen, mich wöchentlich im nationalen Fernsehen zu sehen."
Am 18. Januar 2011 wurde die ursprünglich mit A Different Spin with Mark Hoppus betitelte Show in Hoppus on Music umbenannt.
Die Interviews mit den Musikern werden in der Show freundschaftlich und humorvoll geführt; nicht zuletzt deshalb, weil viele Bandmitglieder mit Mark Hoppus befreundet sind. Fans der Show haben die Möglichkeit, über E-Mails mit Mark Hoppus, Amy Schumer und den Gästen in Kontakt zu treten.

## Gäste & Auftritte
| Episode | Ausstrahlung       | Gast                                     | Auftritt               |
| ------- | ------------------ | ---------------------------------------- | ---------------------- |
| 1       | 16. September 2010 | John Mayer                               | Neon Trees             |
| 2       | 23. September 2010 | Linkin Park                              | The National           |
| 3       | 30. September 2010 | N*E*R*D                                  | Trey Songz             |
| 4       | 7. Oktober 2010    | Phil Collins                             | Travie McCoy           |
| 5       | 14. Oktober 2010   | Thomas Mars                              | Jimmy Eat World        |
| 6       | 21. Oktober 2010   | Black Cards, Alex Gaskarth, Butch Walker | Bruno Mars             |
| 7       | 28. Oktober 2010   | Atomic Tom, Nelly                        | Far East Movement      |
| 8       | 4. November 2010   | Slash, Tom Green                         | Hey Monday             |
| 9       | 11. November 2010  | Good Charlotte                           | CeeLo Green            |
| 10      | 18. November 2010  | Kid Cudi, Mumford & Sons                 | Motion City Soundtrack |
| 11      | 2. Dezember 2010   | Ben Folds                                | My Chemical Romance    |
| 12      | 9. Dezember 2010   | Ozzy Osbourne, The Damned Things         | The Gaslight Anthem    |